# San Diego East-West Christmas Classic
Le San Diego East-West Christmas Classic est un match de football américain de niveau universitaire joué après les saisons régulières 1921 et 1922. 
Ces deux seules éditions furent organisées au Balboa Stadium (en) de San Diego en Californie.

## Palmarès
| Dates            | Gagnant         | Perdant | Scores | Lieux                 |
| ---------------- | --------------- | ------- | ------ | --------------------- |
| 26 décembre 1921 | Centre Colonels | Arizona | 38-00  | San Diego, Californie |
| 25 décembre 1922 | West Virginia   | Gonzaga | 21-13  | San Diego, Californie |